# Josefina Ortiz
Josefina Ortiz y Ortiz (13 de febrero de 1892 - 18 de julio de 1983) fue la esposa de Pascual Ortiz Rubio y Primera dama de los Estados Unidos Mexicanos.

## Primeros años
Nació el 13 de febrero de 1892 en Copándaro, Michoacán, hija del licenciado Don Librado Ortiz, conocido hacendado michoacano y doña María Ortiz Roa; fue educada en el Colegio de las Monjas Teresianas de Morelia. Fue la tercera de los cuatro hijos – Librado, Esther (1890-1941) y Aurora (mortinato, 1894) – nacidos del matrimonio entre el michoacano Librado Ortiz de Ayala Tena (17 de agosto de 1853-30 de septiembre de 1929), abogado y hacendado, y su joven esposa María Ortiz Roa (9 de noviembre de 1870-21 de enero de 1894), dama originaria de la ciudad de Guanajuato que estaba dedicada a las labores domésticas y que falleció al dar a luz a su hija póstuma.

## Matrimonio y familia
El 13 de agosto de 1920, Josefina contrajo matrimonio con el ingeniero Ortiz Rubio mediante un acto civil celebrado en la Ciudad de México. Acompañó a su esposo en los diversos cargos públicos que ocupó en el país y en el extranjero, como embajador en Alemania y en Brasil.

## Primera dama de México
El 5 de febrero de 1930, el ingeniero Ortiz Rubio toma protesta como Presidente de la República, al salir de palacio, sufre un atentado, donde resulta herido, junto con su esposa y su sobrina.
Como primera dama, la señora apareció al lado de su marido en homenajes, inauguraciones, banquetes y ceremonias oficiales. Y continuó con la obra asistencial de "La Gota de Leche" y con la de las casas hogar, así como el reparto de desayunos a los que agregó un sistema dominical exclusivo para niños indígenas.
Pero sobre todo, la señora Ortiz Rubio se ocupó de atender su hogar y de la vida familiar tanto en la Ciudad de México como en la finca a la que iban a descansar allá por Tizapán y que había comprado con sus propios recursos heredados de su padre.

## Años posteriores y muerte
El 2 de septiembre de 1932 su esposo renuncia a la presidencia y se mudan a Estados Unidos. La familia regresó a México cuando el presidente Cárdenas mandó a llamar a don Pascual, quien una vez instalado, se ocupó de atender algunos encargos presidenciales y sus negocios personales. Asimismo se dedicó a viajar por el país con su inseparable Josefina.
Después de la muerte de su marido, dedicó su vida al cuidado de sus nietos y bisnietos. Su vida finalizó el 18 de julio de 1983, después de haber cumplido los 91 años.